# متنا
متنا (به عربی: متنا) یک روستا در سوریه است که در ناحیه مرکزی مصیاف واقع شده‌است. متنا ۴۸۹ نفر جمعیت دارد.